# 新域鸟属
新域鸟属（学名：Neogaeornis，意为“来自新世界的鸟类”）是种有争议的史前潜鸟，生存于大约8000万年前。该属只有魏氏新域鸟（Neogaeornis wetzeli）一个已知物种，是根据智利基里奎纳组（坎帕期至马斯特里赫特期）发现的化石所描述。正模标本是兰布莱希特1929年描述的一块跗跖骨，现存放于德国基尔的古生物学研究所与博物馆。

## 分类
新域鸟的分类地位存在争议。其显然与现代鸟类近缘，但关系可能不会太近，反而可能为潜水鸟科成员，该科隶属黄昏鸟目——一群不会飞的有齿海鸟。如此新域鸟将成为该谱系最年轻的记录之一也是南半球的首个记录。然而黄昏鸟目仅栖息于开阔的内海及陆架海，避开了当时环绕南美洲的外海。黄昏鸟目虽然会迁徙，但也仅从温带迁徙到温暖的亚热带，其分布在白垩纪末期可能向极地扩散。
也有人认为它是某些现代鸟类如潜鸟目的近亲。上述两种理论均有问题，因为这两个类群都从未在南半球发现过。更具争议且被当作潜鸟祖先的极地鸟，其化石在南极洲西摩岛发现，目前存在与新域鸟类似的困境。关于极地鸟的化石时期几乎没有共识，只知道其与新域鸟体型相近，并有着类似的生活方式。
大多数近期系统发育研究似乎支持其作为基干潜鸟目。新域鸟、极地鸟还有一些还未命名的南极标本似乎暗示了该类群起源于冈瓦纳古陆。2017年的一项系统发育研究中，阿格诺林等人发现新域鸟为雁形目干群，与极地鸟、南鸟和维加鸟均属维加鸟科。杰拉德·梅尔称，由于该属标本兼具䴙䴘目和潜鸟目特征，因此不确定性其是否属于该科，如果属于，则其近亲南极鸟也应属于维加鸟科。